# Charles W. Smith
Charles Warren Smith (Palmerton, 5 september 1936) is een Amerikaans componist, muziekpedagoog en fluitist.

## Levensloop
Smith studeerde aan de Universiteit van Wyoming in Laramie, de Universiteit van New York in New York en aan het Peabody Institute of the Johns Hopkins University in Baltimore. 
Aansluitend doceerde hij aan openbare scholen, aan het James Madison College van de Michigan State University in East Lansing en aan de Wake Forest University in Winston-Salem (North Carolina). Dan wisselde hij als professor aan de Universiteit van West-Kentucky in Bowling Green (Kentucky). Aan deze universiteit doceerde hij muziektheorie, compositie, dwarsfluit en muziekliteratuur. Hij bleef aan dit instituut tot hij met pensioen ging.
Hij bewerkte belangrijke historische werken uit de 17e en 18e eeuw van componisten zoals Jean-Baptiste Lully, Jacques-Martin Hotteterre "Le Romain", Johann Joachim Quantz en Pavel Josef Vejvanovský. Al deze werken zijn gepubliceerd bij Musica Rara in Frankrijk. 
Als componist schreef hij werken voor verschillende genres. Hij kreeg talrijke prijzen en onderscheidingen, zoals het Prize-Winning Award Certificate van de American Guild of Musical Artists, de Missouri MTA-MTNA 1984 Composer of the Year, de Kentucky KMTA/MTNA 2000 Composer of the Year en de Composition Prize Winner van het Institute for Studies in American Music. Smith was bestuurslid van de National Association of College Wind and Percussion Instructors. 

## Composities

### Werken voor orkest
- Burchland, voor kamerorkest en bluegrass band 
  1. "Friends"
  2. "Pickin' Party"

### Werken voor harmonieorkest
- Fanfare and Fantasia
- Jubilee
- Ozark Overture
- Suite
- The Harmonica Player

### Werken voor koren
- Behold, I Bring You Glad Tidings, voor gemengd koor en orgel
- Benedicite, Omnia Opera, voor gemengd koor en orgel
- Magnificat And Nunc Dimittis in F, voor gemengd koor en orgel

### Kamermuziek
- 1983 Sonata No. 1, voor altsaxofoon en piano 
  1. Moderately fast and gracefully
  2. Very Slowly
  3. Moderately fast
- 1997 Strange Loops, voor baritonsaxofoon en piano
  1. Möbins banos
  2. Canon per tonos
- Bright names, burning lights, voor dwarsfluit en piano
- Morgan's Song, voor dwarsfluit en gitaar

### Werken voor orgel
- 1983 Golden Geometrics, suite voor orgel

## Publicaties
- Behold, I Bring You Glad Tidings. Anthem for Christmas, in: The Musical Times and Singing Class Circular, Vol. 12, No. 274 (Dec. 1, 1865), pp. 183-186